# Biofisioterapia
La BioFisioTerapia es un concepto global de tratamiento médico no invasivo de los problemas del sistema neurológico y del sistema músculo-esquelético mediante los efectos analgésicos, antiinflamatorios y de regeneración celular generados por la respuesta biológica a determinados estímulos físicos (ondas de choque, laserterapia, ondas electromangnéticas moduladas o estímulos mecánicos/manuales). Al ser efectos producidos por el propio organismo, la principal consecuencia es que se reduce la necesidad de fármacos y cirugía.
Se utiliza para el tratamiento de la seudoartrosis, necrosis avascular, lumbalgia, tendinitis cálcica, tendinosis, fascitis plantar, úlceras, dolor neuropático, discopatías, dolor visceral, neuralgias,...
Asimismo, junto con los estímulos físicos, la BioFisioTerapia (BFT) también puede apoyarse en los productos biológicos elaborados desde el propio paciente (factores de crecimiento, PRP), células madre del adulto (stem cells) o células adultas reprogramadas o inducidas (iPCs).

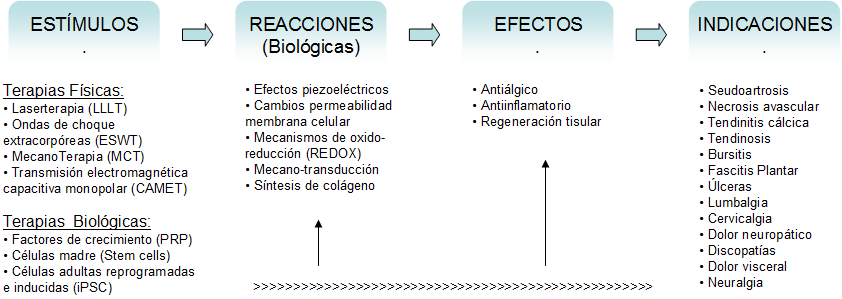
Esquema de la BioFisioterapia

## Efectos físicos y biológicos a nivel celular
Los estímulos a nivel de membrana, citoesqueleto y a nivel del núcleo celular, con sus diferentes receptores y mediadores, provocan cambios de permeabilidad por repolarización de membrana celular, oxigenación a nivel mitocondrial y transcripción nuclear. Estos cambios en la célula aportan mayor respiración, mayor energía y un aumento de síntesis de proteínas, generando una cascada efectos biológicos común a distintas células, tejidos y patologías, que permite tratar gran parte de las molestias (dolor, movilidad,…) relacionadas con los problemas osteo-musculares (alguno de ellos, como el dolor de espalda, incide a la calidad de vida, en términos de salud, de cerca de 1000 millones de personas a nivel mundial).

### Membrana externa celular
La permeabilidad de la membrana celular viene condicionada por los cambios de polaridad intra y extra-celular inducidos por elementos físicos o químicos.

### Citoesqueleto
La mecanotransducción es el mecanismo de activación de los cambios intracelulares por cambios externos de presión mecánica, atmosférica o manual a través de la estructura del citoesqueleto.
Las integrinas son receptores de la presión sobre la membrana extracelular, inducen cambios en el sistema óxido-reducción redox (NAD) y a través de los cambios del citoesqueleto con sus microtúbulos y microfilamentos inducen la transcripción o expresión del núcleo celular.

### Mitocondria
En la mitocondría se produce la respiración celular y como principal aceptor el “citocromo c oxidasa” y también por ser el laboratorio de aumento de energía con el paso a adenosintrisfosfato (ATP).

### Núcleo
La transcripción del núcleo celular induce a la síntesis de proteínas por expresión génica del mismo.
También la angiogénesis, osteogénesis y el efecto antiinflamatorio, restableciendo el nivel normal de óxido nítrico (NO)

## Terapias físicas

### Ondas de choque (ESWT)

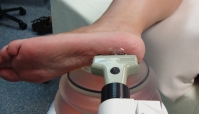
Ondas de choque (Extracorporeal ShockWaves Therapy - ESWT)

Las ondas de choque, son aumentos bruscos y rápidos de presión de unos nanosegundos de duración, para luego bajar bruscamente y volverse negativas.
Los efectos biológicos de las ondas de choque son múltiples, ya sea a través de la expresión génica aumentando la angiogénesis, osteogénesis y proliferación celular. También inducen una respuesta antiinflamatoria normalizando el óxido nítrico (NO) y estimulando las células madre mesenquimales quiescentes (MSC).
La ondas de choque se producen con distintos aparatos, ya sean electrohidráulicos, electromagnéticos o piezoeléctricos.
Se han utilizado en Ortopedia y Traumatología para tratar la tendinitis insercionales, necrosis avascular de la cabeza del fémur. Otro campo de aplicación de las ondas de choque es el tratamiento de las tendinopatías degenerativas con o sin calcificación.
La idea de la terapia por ondas de choque para las enfermedades ortopédicas es la estimulación de los procesos de reparación de los tendones, consolidación de los huesos y la cicatrización de tejidos como la piel. (Este es un enfoque completamente diferente en comparación con la Urología, donde se aplican las ondas de choque para la desintegración de los cálculos renales).

### LaserTerapia (LLLT)

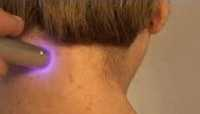
Láser multifrecuencia (desfocalizado)

La terapia láser de baja potencia (“Low Level Laser Therapy” LLLT), es la radiación monocromática o casi monocromática que va desde el rojo al infrarrojo del espectro óptico, ya sea con onda continua (CW) o pulsada y usada para el tratamiento no ablativo de tejidos blandos o neurológicos.
En los efectos biológicos del láser el principal aceptor de la radiación láser es el “citocromo c oxidasa” como enzima terminal de la cadena respiratoria y posterior expresión génica del núcleo de la célula; efecto denominado “fotobiomodulación”.
Existe un amplio espectro de la radiación láser que va desde 600 a 1000 nm en el cual se pueden tener efectos biológicos a nivel celular, por debajo de este espectro se pueden ya encontrar efectos indeseados por la radiación ultravioleta.

### Onda Electromagnética Modular Capacitiva ( Onda EMC)

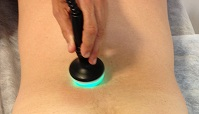
Ondas electromagnéticas modulares capacitivas (EMC)

Son complejos de ondas electromagnéticas moduladas digitalmente con características capacitivas y monopolares de vehiculización de la energía en profundidad. Sus efectos resonadores piezoeléctricos provocan cambios de polaridad de membrana con los consiguientes efectos biológicos analgésicos a nivel neuronal nocioceptivo, somático o visceral.
La administración de señales electromagnéticas moduladas y capacitivas pueden inducir analgesia pero también para la introducción de fármacos a través de la piel.
Esta modalidad de terapia es útil en el tratamiento del dolor agudo continuo o pulsátil, poco localizado, referido o irradiado (si es visceral), o bien localizado (si es somático).
También se emplea en el dolor neuropático central o periférico provocado por daños en el tejido nervio. Este dolor suele percibirse como quemante, punzante, superficial, con presencia de alodinia y déficit sensitivo.

### Mecanoterapia (MCT)

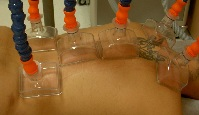
MecanoTerapia mecanizada.

La terapia mecánica actúa sobre el sistema circulatorio reduciendo el éstasis micro circulatorio por drenaje linfático e intersticial.
En la matriz extracelular aumenta el intercambio de sustancias entre células y su entorno; actúa a nivel intracelular por mecanotransducción a la producción de proteínas. También reduce la rigidez del tejido cicatricial y acortamiento miofascial.
En el sistema nervioso produce vaso relajación y aumento de la producción endorfinas, reduciendo el dolor por mecanismo reflejo.